# Pieśń o zamordowanym żydowskim narodzie

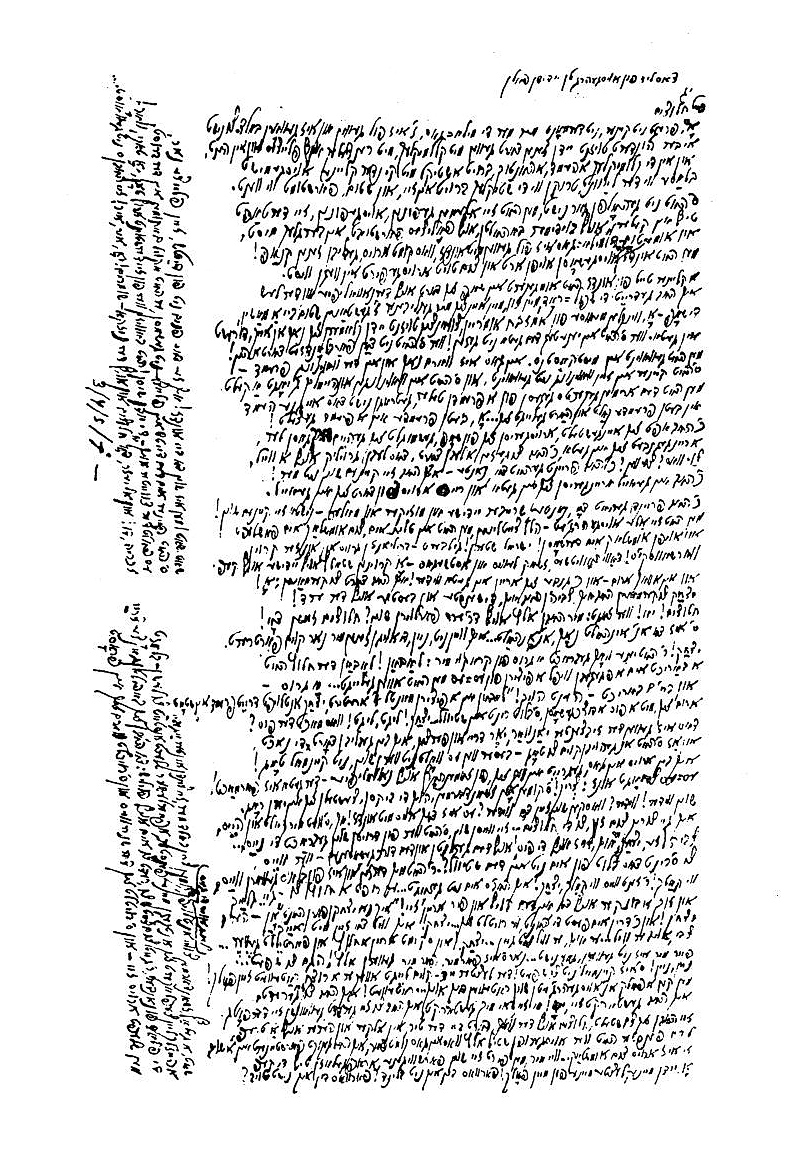
Faksymile oryginału pierwszej strony pieśni XIII: Wśród chaluców

Pieśń o zamordowanym żydowskim narodzie (jid. ‏דאָס ליד פֿון אויסגעהרגעטן ייִדישן פֿאָלק‎ Dos lid fun ojsgehargetn jidiszn folk) – poemat w języku jidysz, autorstwa żydowskiego poety, Icchaka Kacenelsona, uznawany za jedno z najwybitniejszych świadectw literackich Holocaustu i dzieł literatury światowej.

## Powstanie
Utwór powstał w okresie między 3 października 1943 a 18 stycznia 1944 r. W tym czasie Kacenelson przebywał kolejno w getcie warszawskim, Hotelu Polskim oraz obozie w Vittel we Francji. Utwór został zakopany przez Kacenelsona w butelce na terenie obozu, tuż przed deportacją poety do obozu w Drancy, i wydobyty przez Miriam Novitch w momencie wyzwolenia obozu przez aliantów 12 września 1944 r.

## Treść
Dzieło składa się z 15 pieśni, stanowiących historię zagłady narodu żydowskiego i jego swoisty testament. Utwór przesycony jest uczuciami poety, który utracił rodzinę i jednocześnie jest świadomy swojej bezsilności. Poemat zawiera opisy życia w getcie, śmierci prezesa gminy żydowskiej, Adama Czerniakowa, oraz powstania w getcie warszawskim.

## Tłumaczenia
Na język polski Pieśń o zamordowanym żydowskim narodzie była przekładana dwukrotnie: w całości przez Jerzego Ficowskiego, na podstawie dosłownego, filologicznego tłumaczenia Jana Leńskiego  oraz przez Jerzego Zagórskiego (tylko pieśń pierwsza, druga i dziewiąta). Ponadto Pieśń… została przetłumaczona na kilkanaście innych języków, m.in. hebrajski, angielski, niemiecki, francuski, hiszpański, włoski, rosyjski, węgierski, japoński  i esperanto.